# Si-Kunda Forest Park
Der Si-Kunda Forest Park (Schreibvariante Si Kunda Forest Park und Sikunda Forest Park) ist ein Waldgebiet im westafrikanischen Staat Gambia.
Das im Jahr 1954 ausgewiesene Gebiet mit 445 Hektar liegt in der Verwaltungseinheit Central River Region im Distrikt Niamina Dankunku. Das ungefähr 3,2 mal 1,9 Kilometer große Gelände liegt ziemlich abseits ungefähr sieben Kilometer nordwestlich der South Bank Road, Gambias wichtigster Fernstraße. Die Entfernung von Soma beträgt in Luftlinie 34 Kilometer, mit einem Fahrzeug ist der Si-Kunda Forest Park rund 64 Kilometer von Soma entfernt.